# Marija Dmitrijewna Lukschina
Marija Dmitrijewna Lukschina (russisch Мария Дмитриевна Лукшина, englische Transkription Mariya Lukshina; * 7. April 1932 in Nowaja Usman, Oblast Woronesch, RSFSR; † 17. April 2014 in Woronesch) war eine ehemalige sowjetische Radrennfahrerin.

## Sportlicher Werdegang
Auf nationaler Ebene war Lukschina eine der erfolgreichsten Straßenradrennfahrerinnen ihrer Zeit. Von 1953 bis 1965 gewann sie insgesamt acht Titel bei den sowjetischen Meisterschaften im Straßenradsport. Dazu kommen insgesamt fünf Goldmedaillen bei der Völker-Spartakiade 1959, 1963 und 1967.
Lukschina war Mitglied der sowjetischen Straßenradsport-Nationalmannschaft, mit der sie an internationalen Meisterschaften teilnahm. Im erstmals bei den Straßenradsport-Weltmeisterschaften 1958 in Reims ausgetragenen Straßenrennen der Frauen gewann sie Bronzemedaille hinter Elsy Jacobs und Tamara Nowikowa. Auch in den folgenden vier Jahren kam sie bei den Weltmeisterschaften unter die Top 10 im Straßenrennen. 1957 gewann sie bei den Weltjugendspielen in Moskau die Goldmedaille im Straßenrennen und im Mannschaftszeitfahren.
Lukschina studierte an der Pädagogischen Hochschule im Woronesch. Nach ihrem Karriereende arbeitete sie unter anderem als Trainerin bei Spartak Woronesch.
Am 17. April 2014 verstarb Lukschina im Alter von 82 Jahren in Woronesch.

## Ehrungen
- Verdienter Meister des Sports der UdSSR

## Erfolge
1953
- Sowjetische Meisterin – Straßenrennen

1954
- Sowjetische Meisterin – Straßenrennen

1955
- Sowjetische Meisterin – Straßenrennen

1958
- Weltmeisterschaften – Straßenrennen

1959
- Sowjetische Meisterin – Straßenrennen

1960
- Sowjetische Meisterin – Straßenrennen und Einzelzeitfahren

1965
- Sowjetische Meisterin – Straßenrennen und Mannschaftszeitfahren